# Ferdinando Bertoni

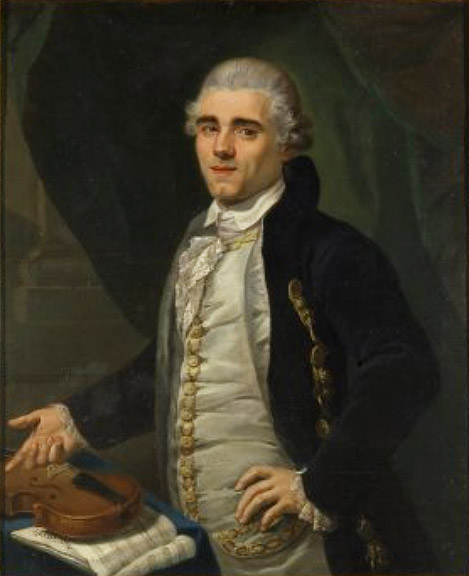
Ferdinando Bertoni

Ferdinando Bertoni (* 15. August 1725 in Salò, Brescia; † 1. Dezember 1813 in Desenzano) war ein italienischer Organist, Kapellmeister und Komponist.

## Leben
Ferdinando Bertoni begann seine Ausbildung wohl in Salò, ging im Jahre 1744 nach Bologna und wurde Schüler des bekannten Padre Martini. Ende 1745 siedelte er nach Venedig über, wo er als Organist und Cembalo-Lehrer wirkte. Noch im gleichen Jahr kam hier seine erste Oper La Vedova accorta zur Aufführung, die auch schnell den Weg nach Florenz und Mailand fand. 1752 wurde ihm die Stelle als erster Organist an San Marco übertragen. Er war nun ein etablierter Musiker und Komponist und schuf in den folgenden Jahren zahlreiche Opern und Oratorien, die zumeist erfolgreiche Aufführungen erlebten; Reisen führten ihn nach Neapel, Parma, Padua und Turin. Eine Begegnung mit Mozart und dessen Vater Leopold im Jahr 1771 fällt in diese Zeit. 
1778 wurde er für zwei Jahre beurlaubt und reiste nach London, wo er neben vielen anderen bedeutenden Musikern auch Johann Christian Bach begegnete. Auch hier wurden seine Opern mit Erfolg aufgeführt. Nach einem weiteren kurzen Aufenthalt in England kehrte er 1784 endgültig in seine italienische Heimat zurück. Im folgenden Jahr erfuhr seine Karriere als Musiker ihre Krönung: Ihm wurde die Stelle als Erster Kapellmeister an San Marco übertragen. Dieses wichtige Amt hatte er bis 1808 inne. Er zog sich dann auf eigenen Wunsch nach Desenzano in den Kreis der Familie seiner bereits verstorbenen Schwester zurück und verbrachte dort seine letzten Jahre.
Zu seinen Schülern gehörte der berühmte Kastrat Gaspare Pacchierotti, mit dem er lebenslang in freundschaftlicher Verbindung blieb und der in vielen seiner Opern (auch in London) die männliche Hauptrolle sang und damit zu ihrem Erfolg beitrug. Pacchierotti sang mit über 70 Jahren ein letztes Mal für Bertoni auf seiner Beerdigung.

## Werk
Der Schwerpunkt seines Schaffens liegt unzweifelhaft in der Vokalmusik. Es sind von ihm 49 Opern, 21 Oratorien und 13 Kantaten überliefert, dem stehen unter wenigem anderen nur 6 Sinfonien und einige kammermusikalische Werke (6 Streichquartette und 6 Sonaten für Klavier und Violine) gegenüber. Zu seinen Lebzeiten trat er als Komponist rein instrumentaler Werke kaum in Erscheinung. Von den zahlreichen unter seinem Namen aufgeführten geistlichen Werken sind wohl etliche tatsächlich Padre Martini zuzuordnen, den er des Öfteren um solche „kollegiale Hilfestellung“ anging.
Mit Ausnahme von Orfeo ed Euridice (Teatro San Benedetto, Venedig 1776) auf Ranieri de’ Calzabigis Libretto für Christoph Willibald Glucks Orfeo ed Euridice (1762) sind alle seine Opern in Vergessenheit geraten. Bertoni komponierte dieses Werk für den Kastraten Gaetano Guadagni, der die Rolle des Orfeo in der Uraufführung von Glucks Oper interpretiert hatte. Guadagni glaubte, dass Glucks Werk seine Stimme nicht optimal zur Geltung brächte, und wünschte sich eine ausdrucksstärkere und anspruchsvollere Musik. Bertoni ignorierte im Allgemeinen Glucks Reformen und komponierte das Werk im alten Stil der Opera seria.

## Stil und Bedeutung
Seine Opern waren vollständig dem Stil der italienischen Oper seiner Zeit verpflichtet, nur in ganz wenigen Fällen konnte er sich von diesen Konventionen befreien. Es sind die kammermusikalischen Werke, die zu seinen Lebzeiten kaum Beachtung fanden, in denen er über die erstarrten Formen der italienischen Opernmusik hinausging.